# Le Fantôme de Canterville (téléfilm, 1988)
Pour plus de détails, voir Fiche technique et Distribution.
Le Fantôme de Canterville est un téléfilm d'animation américain réalisé par Monica Kendall et Ed Newmann et sorti en 1988.

## Fiche technique
- Titre original : The Canterville Ghost
- Réalisation : Monica Kendall et Ed Newmann
- Scénario : Dick Orkin, Christine Coyle Johnson et Ed Newmann, d'après l'œuvre d'Oscar Wilde
- Photographie :
- Montage : Sharon Karp, Randy McLeod et Todd Slotten
- Musique : George Daugherty
- Costumes :
- Décors :
- Casting : Christine Coyle Johnson
- Animation : Monica Kendall et Ed Newmann
- Producteur : Thea Flaum et Dick Orkin
  - Producteur associé : Loretta Caravette
  - Producteur de l'animation : Monica Kendall
- Sociétés de production : Orkin-Flaum Productions
- Sociétés de distribution : CBC Television Stations
- Pays d'origine :  États-Unis
- Langue originale : anglais
- Format : couleur
- Genre : Animation
- Durée : 24 minutes
- Dates de sortie : 
  - États-Unis : 26 septembre 1988

## Distribution
- Dick Orkin : Sir Simon de Canterville
- Brian Cummings : Lord Canterville
- Lewis Arquette : Hiram B. Otis
- Susan Blu : Virginia Otis
- Janet Waldo : Lucretia Otis
- Michael Sheehan : Washington Otis
- Nancy Cartwright : Ned Otis
- Mona Marshall : Ted Otis
- Kathleen Freeman : Mme Umney